# Amedeo Rega
Amedeo Rega (Roma, 31 gennaio 1920 – Roma 2007) è stato un calciatore italiano, di ruolo portiere.

## Carriera
All'età di 13 anni viene notato dagli osservatori della Roma, che lo tesserano per giocare nelle squadre giovanili giallorosse, nelle quali rimane fino all'età di 16 anni; successivamente gioca per due stagioni in prestito in Prima Divisione (massimo livello regionale e quarta serie dell'epoca), con un intermezzo di altri due anni nelle giovanili della Roma, prima nel Monterotondo e poi nella Trionfale. Nel 1940, all'età di 20 anni, fa ritorno alla Roma; rimane in giallorosso per tutta la stagione 1940-1941, disputata in Serie A, campionato in cui Rega fa il suo esordio il 5 gennaio 1941 in Ambrosiana-Roma (5-1). Visti anche i 5 gol subiti nell'unica partita ufficiale disputata, non viene riconfermato in giallorosso per la stagione successiva.
Viene quindi tesserato dalla Lazio, della cui rosa fa parte nella stagione 1941-1942 in Serie A, senza però mai giocare in partite ufficiali con la prima squadra biancoceleste; a fine anno viene messo in lista di trasferimento. Durante la Seconda guerra mondiale viene nuovamente tesserato dalla Lazio, con cui gioca il Campionato romano di guerra sia nel 1943-1944 (anni in cui vince la competizione) che nel 1944-1945. Nell'arco di questi anni gioca in totale 16 partite con la squadra biancoceleste, che dopo la fine del conflitto lo cede al Perugia, società di Serie C, in cui Rega gioca come portiere titolare nella stagione 1945-1946, chiusa dalla squadra umbra con la promozione nel successivo campionato di Serie B in seguito alla vittoria del torneo. Nella stagione 1946-1947 difende la porta della Salernitana in Serie B; nell'arco della stagione si alterna fra i pali con il più esperto Vittorio Mosele, giocando 22 partite (con 17 gol subiti) contro le 19 del collega. La squadra campana vince il campionato cadetto conquistando la sua prima storica promozione in Serie A, categoria per la quale Rega non viene però riconfermato. Nella stagione 1948-1949 veste la maglia del Catania in Serie C, mentre l'anno successivo difende in 7 occasioni la porta dei biancorossi siciliani nel campionato di Serie B, al quale la squadra partecipava dopo aver vinto il campionato l'anno precedente. Rimasto svincolato a fine stagione, nel novembre 1953 torna a giocare ingaggiato dalla Romulea, nel campionato di IV Serie 1953-1954.

## Palmarès

### Club

#### Competizioni nazionali
- Campionato italiano di Serie B: 1

Salernitana:  1946-1947
- Serie C: 2

Perugia: 1945-1946
Catania: 1948-1949

#### Competizioni regionali
- Campionato romano di guerra: 1

Lazio: 1943-1944